# Andaniopsis pectinata
Andaniopsis pectinata är en kräftdjursart som först beskrevs av Georg Ossian Sars 1882.  Andaniopsis pectinata ingår i släktet Andaniopsis och familjen Stegocephalidae. Inga underarter finns listade i Catalogue of Life.